# Conolampas diomedeae
Espèce
Conolampas diomedeae est une espèce d'oursins, de la famille des Echinolampadidae, et du genre Conolampas.

## Systématique
- L'espèce Conolampas diomedeae a été décrite par le zoologiste danois Ole Theodor Jensen Mortensen en 1948[1].